# Göteborg Giants
Göteborg Giants var en idrottsförening i Göteborg som spelade amerikansk fotboll. Den var aktiv från 1991 till 2005, då den gick samman med Göteborg Mustangs och bildade Göteborg Marvels.
Föreningens hlag spelade i den första Superserien 1991 och slutade på sista plats. Bästa placering i Superserien blev fjärdeplatsen 1995, där den emellertid i slutspelet sedan åkte ut i kvartsfinalen.  Föreningens största sportsliga framgång kom samma år då lagets U19-lag vann SM-guld.
En ny förening med samma namn och syfte startades 2022 men har i startåret inte deltagit i seriespel.[källa behövs]